# Adekunle Adeyeye
Adekunle Olusola Adeyeye (Nigeria, 1 de mayo de 1968) es un académico y administrador universitario nigeriano,  anunciado en julio de 2019 como director del Trevelyan College de la Universidad de Durham.

## Biografía
Originario de Nigeria, recibió su primer título de la Universidad de Ilorin, antes de mudarse al Reino Unido para estudiar una maestría en ingeniería microelectrónica en la Universidad de Cambridge, seguida de un doctorado en física en los Laboratorios Cavendish en 1996.
En 1996, fue el primer nigeriano elegido como investigador del Trinity College, pero lo dejó en 1997 para ocupar un puesto de nueve meses como ingeniero de investigación senior en el Data Storage Institute, una organización de investigación y desarrollo establecida por el Universidad Nacional de Singapur. En 2000, fue investigador fundador del Laboratorio de Materiales de Almacenamiento de Información de la Universidad Nacional de Singapur y se convirtió en profesor titular en 2012. En 2014, se convirtió en el primer director del Ridge View Residential College, el primer colegio residencial de la Universidad de Singapur fuera de University Town.
En 2002, Technology Review lo citó como uno de sus 100 innovadores menores de 35 años "cuyo trabajo e ideas cambiarán el mundo". Es miembro del Instituto de Física y del Instituto de Nanotecnología, y fue profesor distinguido de la IEEE Magnetics Society en 2013. En 2018, fue elegido miembro de la beca de la Sociedad Estadounidense de Física "por contribuciones a la síntesis y caracterización de nanoestructuras magnéticas y sus aplicaciones en el procesamiento de información magnónica de baja potencia".
Desde enero de 2020 es director del Trevelyan College y profesor de Física en la Universidad de Durham.

### Vida personal
Está casado con Adefolke y tiene una hija y dos hijos.

## Controversias
En agosto de 2021, se publicó una investigación sobre el presunto acoso e intimidación del personal por parte de Adeyeye en el periódico The Guardian. Además fue acusado de intimidación, misoginia y, con frecuencia, de hacer llorar a su personal. Se informó que en 16 meses, dos miembros del personal habían presentado quejas formales contra el y tres dimitieron en medio de preocupaciones por su comportamiento.
La sucursal de Durham de University and College Union emitió un comunicado diciendo que el caso destacó «problemas estructurales extremadamente importantes» en la universidad, junto con tweets que decían «Si se determina que el comportamiento es el alegado, lo consideramos impactante y no podemos aceptarlo como un sindicato», mientras que el Sindicato de Estudiantes de Durham expresó su solidaridad con el personal y los estudiantes de la universidad, diciendo que «la falta de acciones específicas corre el riesgo de normalizar comportamientos inaceptables». El periódico universitario Palatinate informó que más de 20 exalumnos se habían comprometido a retener las donaciones de la Universidad de Durham mientras Adeyeye permaneciera en su cargo.
En septiembre de 2021, el personal y los estudiantes, incluidos líderes estudiantiles que representan a casi 8.000 miembros del cuerpo estudiantil de la Universidad de Durham, firmaron una carta abierta acusando a la universidad de apatía hacia el acoso en respuesta a la supuesta conducta de Adeyeye.